# 博科韋 (盧甘斯克州)
48°13′54″N 39°25′43″E / 48.23167°N 39.42861°E
博科韋（烏克蘭語：Бокове）是位於烏克蘭東部的村莊，由盧甘斯克州卢甘斯克区的盧圖希內市鎮負責管轄。該村始建於1953年，面積0.03平方公里，海拔高度118米，2001年人口32，人口密度每平方公里1,066.7人。